# IPE 03
Die IPE 03 war ein Motorsegler des brasilianischen Herstellers Industria Paranaense de Estruturas (IPE).

## Geschichte
Im Jahre 1983 war der Mangel an Schleppflugzeugen ein ernstes Problem für die brasilianischen Segelflieger. Von den Flugsportlern und der Behörde (Departamento de Aviação Civil) wurden daher Überlegungen angestellt, dass die wirtschaftlichste Lösung wohl Motorsegler seien. Demzufolge wurde bei IPE ab 1984 mit dem Bau eines zweisitzigen Schulmotorseglers, der IPE 03, begonnen. Die Maschine sollte in beiden Bereichen (Segel- und Motorflug) zufriedenstellende Leistungen erbringen. Als bekannt wurde, dass sich das Departamento de Aviação Civil für die Finanzierung der von Aeromot in Lizenz produzierten Aeromot AMT-100 Ximango entschieden hatte, wurden die Arbeiten am fast fertigen Prototypen eingestellt.

## Konstruktion
Die Maschine war als Tiefdecker ausgelegt und besaß ein festes Spornradfahrwerk sowie ein zweisitziges Cockpit mit nebeneinander befindlichen Sitzen. Der Rumpf und die Tragflächen bestanden aus einer Holzrahmenkonstruktion, die mit Sperrholz und Fiberglas beplankt war. Die Tragflächen ließen sich zum Transport oder zum platzsparenden Abstellen nach hinten klappen. Die Maschine sollte von einem im Land hergestellten VW-Motor angetrieben werden.

## Technische Daten
| Kenngröße              | Daten                                |
| ---------------------- | ------------------------------------ |
| Besatzung              | 1                                    |
| Passagiere             | 1                                    |
| Länge                  | 7,20 m                               |
| Spannweite             | 16 m                                 |
| Höhe                   | 2,2 m                                |
| Flügelfläche           | 16 m²                                |
| Flügelstreckung        | 16                                   |
| Gleitzahl              | 30                                   |
| Geringstes Sinken      | ? m/s bei ? km/h                     |
| Leermasse              | 350 kg                               |
| max. Startmasse        | 600 kg                               |
| Mindestgeschwindigkeit | 60 km/h                              |
| Höchstgeschwindigkeit  | 250 km/h                             |
| Dienstgipfelhöhe       | ? m                                  |
| Reichweite             | ? km                                 |
| Triebwerke             | 1 × modifizierter VW-Motor mit 60 kW |